# Helen Hunt
Helen Elizabeth Hunt (Culver City, Califòrnia, 15 de juny de 1963) és una actriu i directora de cinema estatunidenca.

## Biografia
Helen Elizabeth Hunt és filla de Gordon Hunt, productor i professor d'art dramàtic. Fa classes des dels 8 anys, amb el seu pare i comença la seva carrera d'actriu una mica més d'un any després, interpretant diversos telefilms, així com fent teatre.
Va tenir el seu primer gran paper amb la pel·lícula Twister que explicava les proeses de caçadors de tornados. Li van atorgar un Oscar el 1997 en el paper de Carol Connelly, a la pel·lícula Millor, impossible.
Helen Hunt es va casar el juliol de 1999 amb Hank Azaria i el desembre del 2000 ja es divorciava. El 2001 es va ajuntar amb Matthew Carnahan i tenen una filla, Makena'lei Gordon Carnahan, nascuda el 2004.
També ha començat una carrera com a directora.

## Filmografia

### Com a actriu
- Rollercoaster (1977), de James Goldstone
- Waiting to Act (1985), de John Putch
- Les noies només s'ho volen passar bé (Girls Just Want to Have Fun) (1985), d'Alan Metter
- Trancers (1985), de Charles Band
- Peggy Sue es va casar (Peggy Sue Got Married) (1986), de Francis Ford Coppola
- Projecte X (Project X) (1987), de Jonathan Kaplan
- Més enllà de l'ambició (Miles from Home) (1988) de Gary Sinise
- Retrobant el passat (Stealing Home) (1988), de Steven Kampmann
- The Frog Prince (1988), de Jackson Hunsicker
- Amb la seva pròpia llei (Next of Kin) (1989), de John Irvin
- Trancers II (1991), de Charles Band
- Mad About You (1992) - Temporada 1 Sèrie de TV
- Trancers III (1992), de C. Courtney Joyner
- El rei del dissabte a la nit (Mr. Saturday Night) (1992), de Billy Crystal
- Una nova esperança (The Waterdance) (1992), de Michael Steinberg
- Only You (1992), de Betty Thomas
- Ciutadà Bob Roberts (Bob Roberts) (1992), de Tim Robbins
- Mad About You (1993) - Temporada 2 Sèrie de TV
- Sexual Healing (1993), de Howard Cushnir
- Mad About You (1994) - Temporada 3 Sèrie de TV
- Friends (1994) - Temporada 1 Sèrie de TV
- Kiss of Death (1994), de Barbet Schroeder
- Mad About You (1995) - Temporada 4 Sèrie de TV
- Mad About You (1996) - Temporada 5 Sèrie de TV
- Twister (1996), de Jan de Bont
- Millor, impossible (As Good as It Gets) (1997), de James L. Brooks
- El doctor T i les dones (Dr. T & The Women) (2000), de Robert Altman
- Pay It Forward (2000), de Robert Zemeckis
- What Women Want (2000), de Nancy Meyers
- Nàufrag (Cast Away) (2000), de Mimi Leder
- La maledicció de l'escorpí de jade (The Course of the Jade Scorpion) (2001), de Woody Allen
- A Good Woman (2003), de Mike Barker
- Bobby (2006) d'Emilio Estevez
- Then She Found Me (2007)
- Every Day (2009)
- The Sessions (2012)
- Shots Fired (2017)

### Com a directora
- Mad About You (1997) - Temporada 6 (Episodis 13 i 20)
- Mad About You (1998) - Temporada 7 (Episodis 9, 21, 22)
- Then She Found Me (2007)

## Premis i nominacions

### Premis
- Oscars

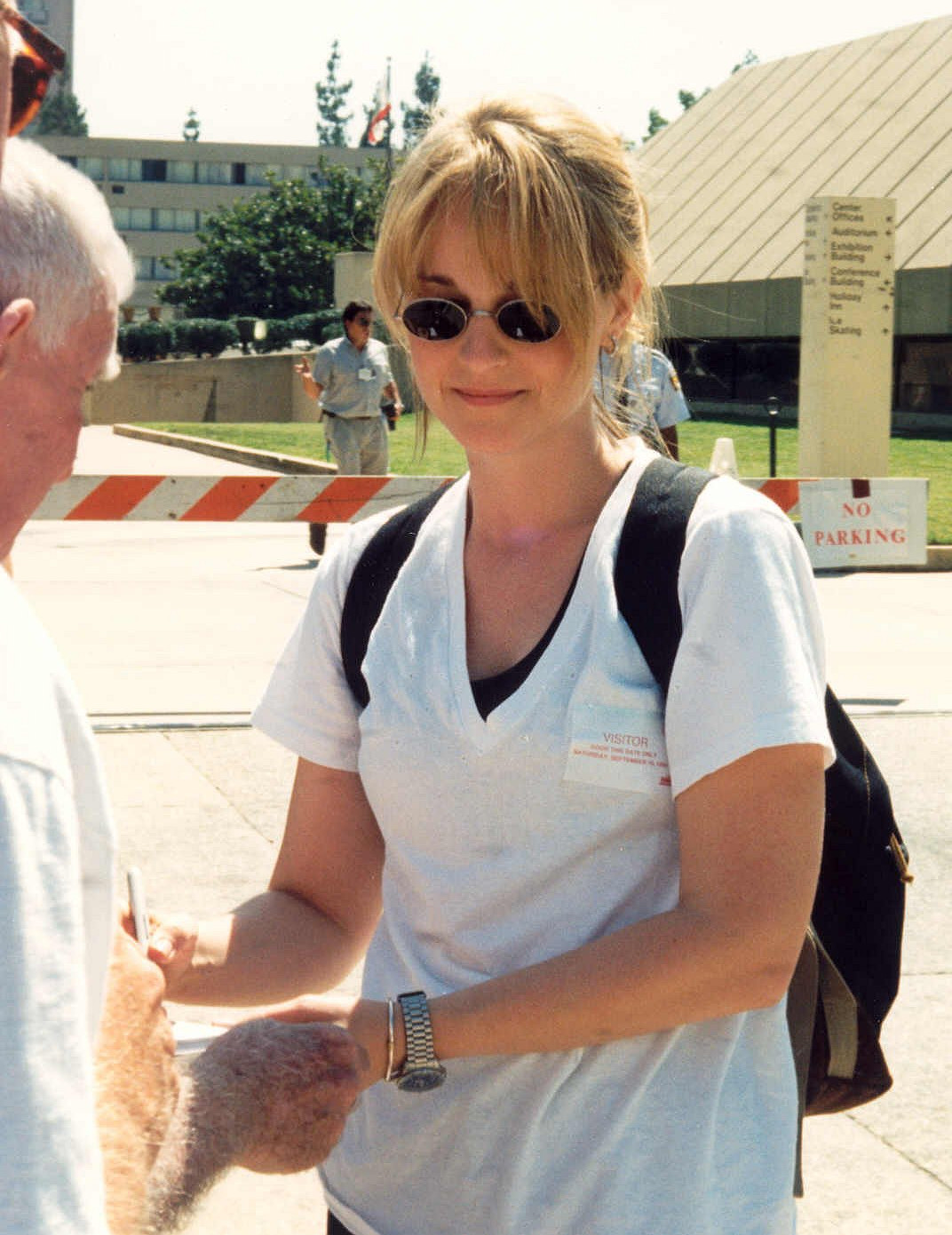
Helen Hunt el 1994

  - 1998: Millor actriu a Millor, impossible
- Premis Globus d'Or
  - 1994: Millor actriu en sèrie de televisió còmica o musical per Mad About You
  - 1995: Millor actriu en sèrie de televisió còmica o musical a Mad About You
  - 1997: Millor actriu en sèrie de televisió còmica o musical a Mad About You
  - 1998: Millor actriu musical o còmica a Millor, impossible
- Premis Emmy[1]
  - 1996: Millor actriu en una sèrie còmica per Mad About You
  - 1997: Millor actriu en una sèrie còmica per Mad About You
  - 1998: Millor actriu en una sèrie còmica per Mad About You
  - 1999: Millor actriu en una sèrie còmica per Mad About You

### Nominacions
- Oscars
  - 2013: Millor actriu secundària a The Sessions
- Premis Globus d'Or
  - 1993: Millor actriu en sèrie de televisió còmica o musical per Mad About You
  - 1998: Millor actriu en sèrie de televisió còmica o musical a Mad About You
  - 2013: Millor actriu secundària per The Sessions
- Premis Emmy
  - 1993: Millor actriu en una sèrie còmica per Mad About You
  - 1994: Millor actriu en una sèrie còmica per Mad About You
  - 1995: Millor actriu en una sèrie còmica per Mad About You
  - 1997: Millor sèrie de televisió còmica per Mad About You
- BAFTA
  - 2013: Millor actriu secundària per The Sessions

## Anècdotes
- Més de 25 milions de teleespectadors han vist la seva actuació en un episodi de Mad About You titulat The birth.[2]
- Murphy Brown's Candice Bergen ha parlat d'ella com la seva heroïna a partir del seu discurs als premis Emmy.
- El nom de la seva filla, Makena'lei, té l'origen en el nom d'un poble a Hawaii.[3]
- L'activisme d'esquerres de Helen Hunt ha estat parodiat a Team America:World Police.[4]